# 心湖第167號原住民保留地
心湖第167號原住民保留地（Heart Lake 167），或簡稱為心湖 167，是一個位於加拿大亞伯達省雌鹿湖縣，心湖族的加拿大原住民保留區。

## 資料來源
1. 1 2  . Statistics Canada. February 8, 2017  [2019-08-10].
2. ↑  . Statistics Canada. 2001  [5 January 2010].